# AIM-152 AAAM

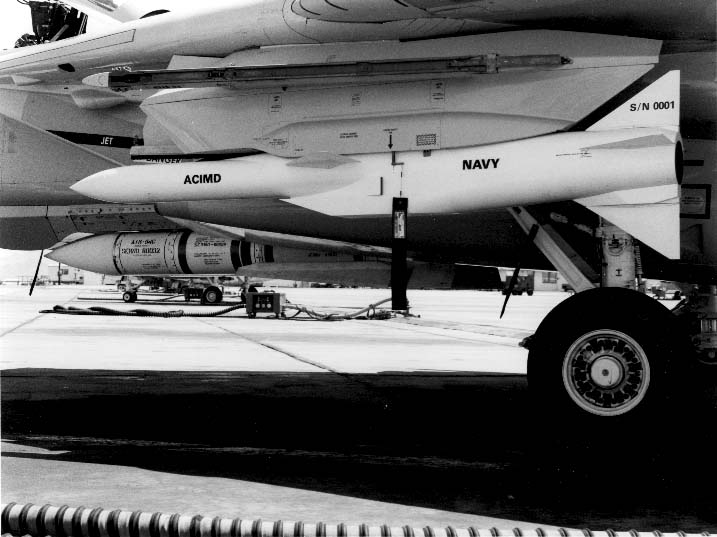

AIM-152 AAAM은 미국의 장거리 공대공 미사일이다. 냉전이 해체되고 개발이 취소되었다. 주목표는 투폴레프 Tu-22M, 투폴레프 Tu-160와 같은 소련의 초음속 폭격기였다. AIM-152는 AIM-54 피닉스의 후속작으로 개발되었습니다. 이 프로그램은 장기간의 개발 단계를 거쳤지만 냉전이 종식되고 주요 목표였던 소련 초음속 폭격기의 위협이 감소하면서 미 해군에 의해 채택되지 않았습니다. 개발은 1992년에 취소되었습니다.